# Jája a Pája
Jája a Pája je původně československý animovaný televizní seriál z roku 1986 poprvé vysílaný v rámci Večerníčku 14. ledna 1987. Ještě téhož roku vznikla druhá série a rozšířila původních 7 dílů na 13 dílů. Poté již jako český seriál pokračovala výroba třetí sérií, která v roce 1995 přidala dalších 8 dílů. V roce 1997 bylo přidáno posledních 5 dílů, které byly odvysílány v roce 1998.
Námět zpracovali Stanislav Havelka, Petr Chvojka a Lubomír Beneš, kdy jim v závěru pomáhal Marek Beneš, všichni se podíleli i na scénáři, kdy jim s realizačním scénářem pro několik posledních dílů pomáhal Břetislav Pojar. Režii se věnoval v prvních třech sériích Lubomír Beneš, po jeho úmrtí čtvrtou poslední sérii měl na starosti animátor František Váša za supervize Břetislava Pojara. Činnost kameramana si rovným dílem rozdělili Jan Müller a Ivan Vít. Na seriálu se jako výtvarník podílel Jan Tippman. Prvních 13 dílů namluvil František Filipovský, dalších 9 dílů namluvil Petr Haničinec, poslední 4 díly namluvil Václav Postránecký. Hudbu ke všem dílům složil Petr Skoumal. Bylo natočeno celkem 26 dílů, délka se pohybovala v rozmezí od 8 do 9 minut.

## Synopse
Seriál pojednává o příbězích dvou kluků Jáji (Jaroslav nebo Jaromír) a Páji (Pavel), jejich dědy Lebedy, který byl námořníkem, a lakomého souseda Krkovičky. Ve třetí sérii vystupuje také Krkovičkova neteř Míla, která přijela na prázdniny a skamarádí se s Jájou a Pájou. Krkovička jim skoro v každém díle vyvede nějakou lumpárnu, ale vždycky ho děda Lebeda přistihne.

## Seznam dílů

### První řada (1986)
1. Jak zasadili prasečí ocásek
2. Jak jim Krkovička přenechal úhor
3. Jak plnili jarní přání
4. Jak pěstovali okurky
5. Jak pěstovali jahody
6. Jak pěstovali kaktus
7. Jak vymlátili nastojato

### Druhá řada (1987)
1. Jak dostali od Krkovičky kozu
2. Jak zachraňovali dědu Lebedu
3. Jak pěstovali párky
4. Jak pěstovali smiřická jablíčka
5. Jak připravovali dárek k narozeninám
6. Jak koupili kouzelný mlýnek

### Třetí řada (1995)
1. Víla Míla
2. Výlet
3. Dobrý vítr
4. Stan
5. Piráti
6. Náušnice
7. Benátská noc
8. Stolečku, prostři se!

### Čtvrtá řada (1997)
1. Zmrzlinové radovánky
2. Balón
3. Výprava na hrad
4. Poklad
5. Ahoj, prázdniny!

## Další tvůrci
- Animace: Jan Klos/Jan Keks/Karel Klos, Alfons Mensdorff-Pouilly, Karel Chocholín, František Váša, David Filcík, Martin Kublák
- Spolupráce: Marek Beneš, Jan Bouzek, Miroslav Kuchař, Věra Tippmannová
- Výtvarník: Jan Tippmann
- Realizace: Břetislav Pojar

## Další informace
V Doubravicích u Moravičan v okrese Šumperk se nachází Pumpa Jáji a Páji.

## Galerie

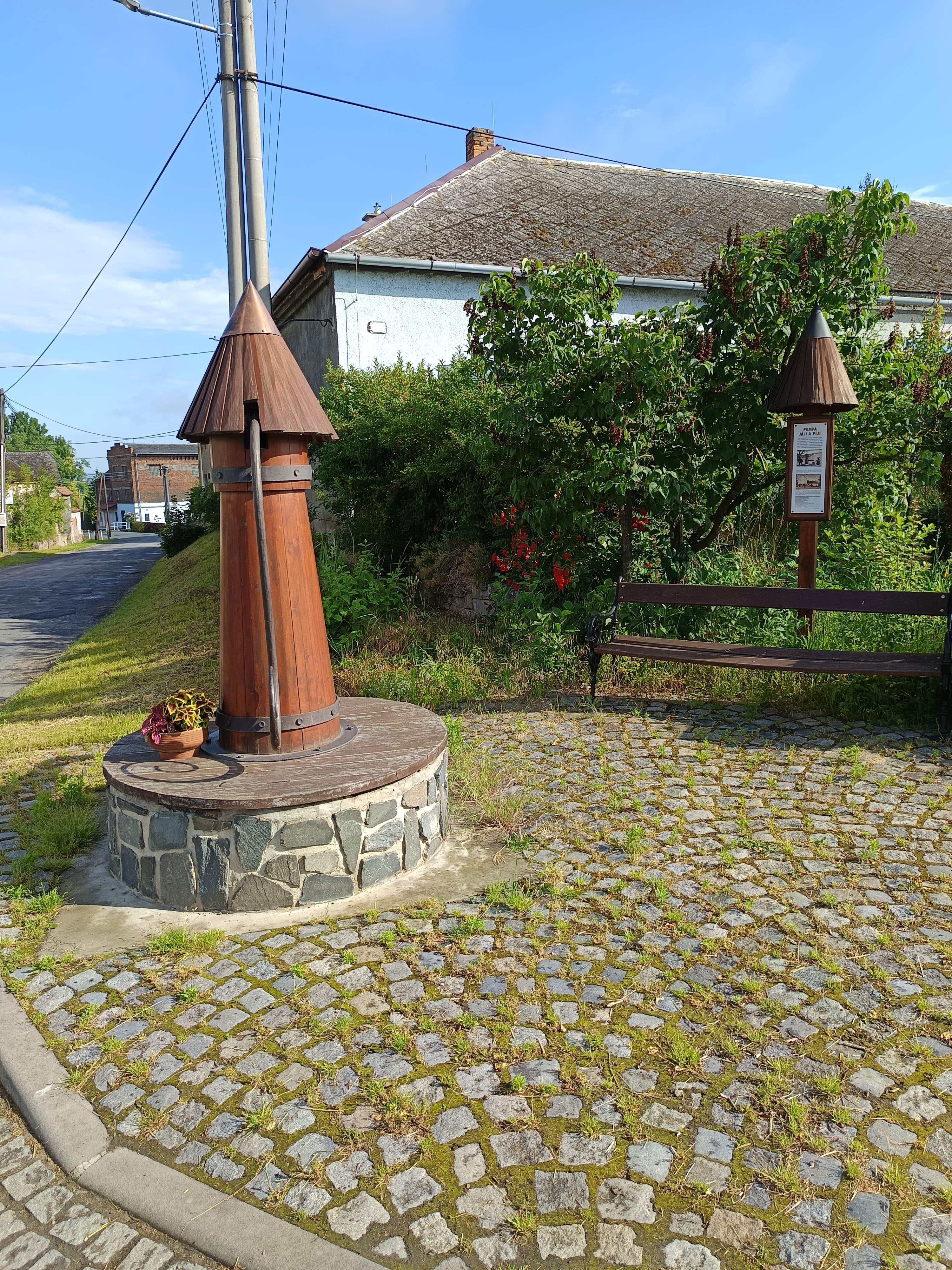
Pumpa Jáji a Páji
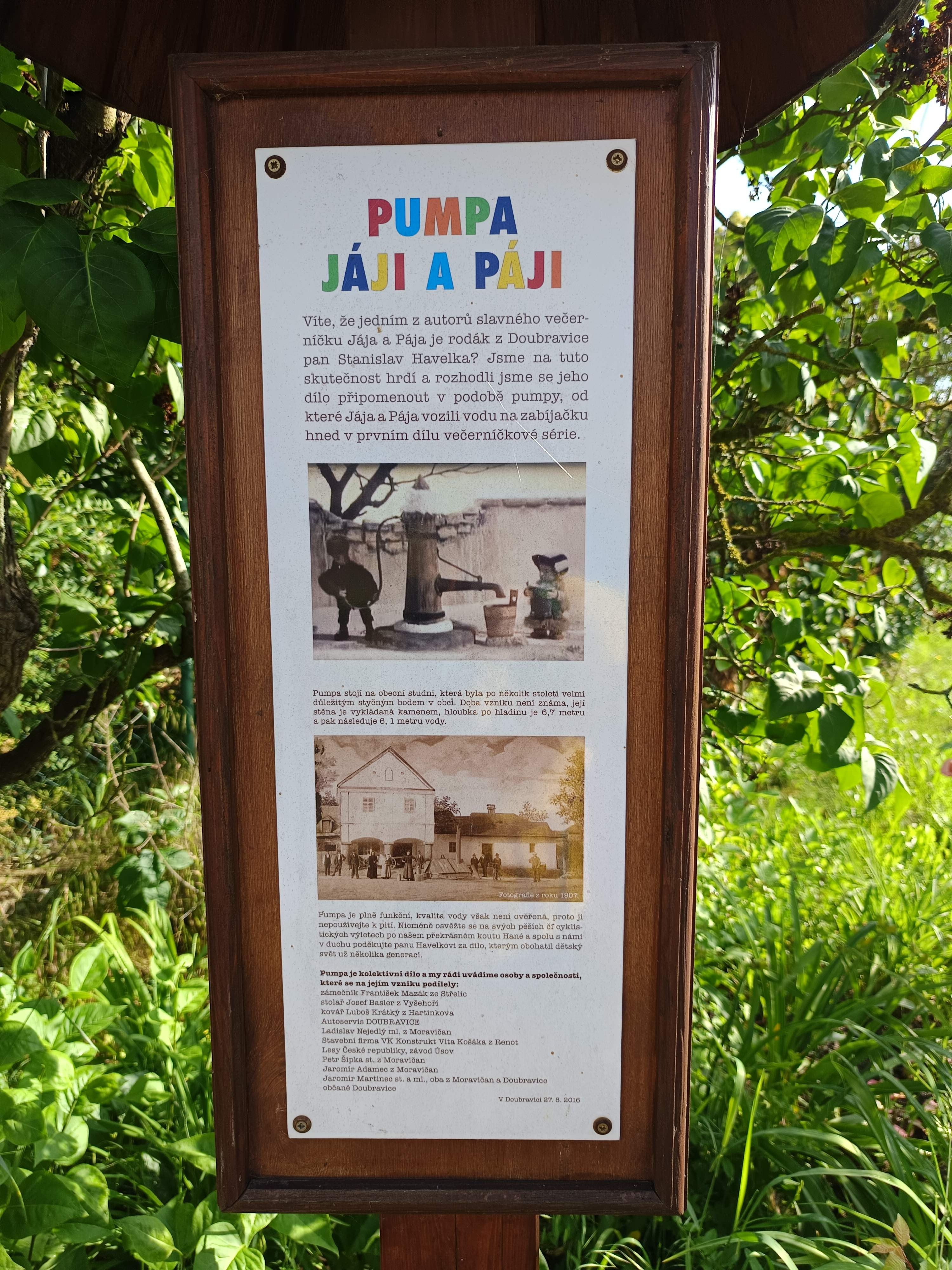
Pumpa Jáji a Páji